# Mercato di San Telmo
Il mercato di San Telmo (in spagnolo: Mercado de San Telmo) è un mercato coperto di Buenos Aires, capitale dell'Argentina. Sorge nel quartiere omonimo e ne rappresenta uno dei punti più caratteristici e turistici.

## Storia e descrizione
Il mercato fu commissionato dall'imprenditore italo-argentino Antonio Devoto e fu costruito su progetto dell'architetto Juan Antonio Buschiazzo nel 1897 all'angolo tra Bolívar e Carlos Calvo. Nel 1930 furono aggiunte le gallerie su Defensa e Estados Unidos. Fu dichiarato monumento nazionale nel 2000.
L'edificio presenta una facciata in stile italianeggiante, con archi a tutto sesto e a ordine tuscanico all'interno delle quali sono ospitati una serie di attività commerciali. L'interno presenta una struttura centrale in ferro battuto, lamiera e vetro ripartita in quattro sezioni separate tra loro da due gallerie a croce. Sui lati nord ed est si aprono due gallerie che si affacciano rispettivamente su Estados Unidos e Defensa. Nella parte centrale si concentrano la maggior parte delle attività commerciali tradizionali come ortofrutta, macellerie, latterie e negozi d'abbigliamento. Nelle due gallerie laterali invece si concentrano la maggior parte dei negozi d'antiquariato, d'artigianato e di souvenir.